# Onthophagus armicollis
Onthophagus armicollis là một loài bọ cánh cứng trong họ Bọ hung (Scarabaeidae).